# Албрехт фон Хоенлое-Шелклинген
Албрехт I фон Хоенлое-Шелклинген (на немски: Albrecht I von Hohenlohe-Schelklingen; † 16 април 1338) е граф на Хоенлое и господар на Шелклинген цу Мьокмюл.

## Биография
Той е най-малкият син на Албрехт I фон Хоенлое-Уфенхайм († ок. 1269) и втората му съпруга Уделхилд фон Берг-Шелклинген († сл. 1271), дъщеря на граф Улрих II фон Берг-Шелклинген († сл. 1268).
Брат е на граф Фридрих фон Хоенлое-Вернсберг († 1290) и полубрат на граф Готфрид II фон Хоенлое-Уфенхайм-Ентзе († 1290) и на Агнес († 1319), омъжена за бургграф Конрад II фон Нюрнберг († 1314).
Албрехт фон Хоенлое, господар на замък Мьокмюл, убива през 1290 г. на турнир в Нюрнберг Лудвиг Елеганс, синът на баварския херцог Лудвиг, и след това прави големи дарения на манастири и църкви, за да му се откупят греховете.
Албрехт умира на 16 април 1338 г. и е погребан в манастир Шьонтал.

## Фамилия
Първи брак: Албрехт се жени за жена с неизвестно име. Те имат децата:
- Хайнрих, fl 1313
- Албрехт, fl 1328 – 1340

Втори брак: Албрехт се жени втори път пр. 5 ноември 1309 г. за Хедвиг фон Кастел († сл. 1331), дъщеря на Хайнрих II фон Кастел († 1307) и Аделхайд фон Цолерн-Нюрнберг († 1307). Те нямат деца.